# Juan Santana
Juan Rubén Santana Castillo (Vallenar, 20 de septiembre de 1989) es un periodista y político chileno. En las elecciones parlamentarias de 2017 fue elegido diputado por el Distrito 4, correspondiente a las comunas de Alto del Carmen, Caldera, Chañaral, Copiapó, Diego de Almagro, Freirina, Huasco, Vallenar y Tierra Amarilla.

## Familia y estudios
Es hijo del exalcalde de Vallenar Juan Santana Álvarez (militante del Partido Socialista) y de la educadora Aurora Castillo Núñez.[cita requerida]
Sus estudios secundarios los realizó en el Liceo San Francisco de Vallenar. Sus estudios superiores los realizó en el Instituto de la Comunicación e Imagen de la Universidad de Chile, del que obtuvo el título de periodista en 2015.

## Carrera política
Su trayectoria política y pública se inicia como dirigente del Centro de Alumnos del Liceo San Francisco de Vallenar, en el año 2007. Durante los años 2011 y 2012, tuvo una activa participación en la Federación de Estudiantes de la Universidad de Chile (FECH) como Consejero y Vicepresidente del Centro de Estudiantes de la Comunicación, de su alma mater.
En el año 2013, en las primeras elecciones directas de Consejeros Regionales, postuló al cargo por la Provincia de Huasco, por el Partido Socialista de Chile, resultado electo 4791 votos, equivalentes al 18,67% de los sufragios.
En las elecciones parlamentarias de 2017 fue electo como diputado por el 4.° Distrito, Región de Atacama, en representación del pacto La Fuerza de la Mayoría, con 6247 votos, equivalentes al el 6,66% de los sufragios.
En enero de 2019 fue elegido presidente de la Juventud Socialista de Chile.

## Historial electoral

### Elecciones de consejeros regionales de 2013
- Elecciones de consejero regional de 2013, para consejero regional por la circunscripción provincial de Huasco (Alto del Carmen, Freirina, Huasco y Vallenar).[5]

### Elecciones parlamentarias de 2017
- Elecciones parlamentarias de 2017 a diputado por el distrito 4 (Alto del Carmen, Caldera, Chañaral, Copiapó, Diego de Almagro, Freirina, Huasco, Tierra Amarilla y Vallenar)

### Elecciones parlamentarias de 2021
- Elecciones parlamentarias de 2021 a Diputado por el distrito 4 (Alto del Carmen, Caldera, Chañaral, Copiapó, Diego de Almagro, Freirina, Huasco, Tierra Amarilla y Vallenar)[6]